# Aponogeton troupinii
Aponogeton troupinii là một loài thực vật có hoa trong họ Aponogetonaceae. Loài này được J.Raynal mô tả khoa học đầu tiên năm 1966.